# Il silenzio (album Nini Rosso 1965)
Il silenzio è un album del trombettista italiano Nini Rosso, pubblicato dalla Durium (catalogo DRL.50011) nel 1965.

## Il disco
L'album contiene 12 brani, di cui 6 sono tratti dalle colonne sonore dei film Sinfonia per un massacro (A2), L'amore difficile (A3), In famiglia si spara (A5), Crimine a due (B3), Mondo balordo (B5) e Marcia o crepa (B6).
Gli arrangiamenti sono curati da Willy Brezza (A1), Gianni Ferrio (A2, A5 e B1), Piero Umiliani (A3), Gorni Kramer (A4) e Franco Pisano (A6, B2 e B4).

### Latitle track
Già pubblicata l'anno prima come singolo, è la traccia d'apertura dell'album. Ed è la versione leggera del "Silenzio fuori ordinanza" – suonato nelle caserme – con la collaborazione del m° Willy Brezza. L'anno dopo, il brano verrà ripubblicato come traccia di chiusura del lato A dell'album Romantico.

## Tracce

### Lato A
1. Il silenzio – 3:03 (trascrizione: Nini Rosso, Willy Brezza)
2. Sinfonia – 3:15 (musica: Michel Magne)
3. Vicolo dell'amore 43 – 2:40 (musica: Piero Umiliani)
4. La domenica – 2:49 (testo: Cristiano Minellono – musica: Gorni Kramer)
5. Tamoure – 2:38 (musica: Michel Magne)
6. La ballata della tromba (Nini Rosso e il suo complesso) – 2:55 (Franco Pisano)

Durata totale: 17:20

### Lato B
1. La ninna nanna della tromba – 3:16 (testo: Nini Rosso – musica: Gianni Ferrio)
2. Evelyne – 2:55 (testo: Nini Rosso – musica: Franco Pisano)
3. Ho bisogno di te – 2:54 (musica: Nini Rosso, Berto Pisano)
4. Trumpet tamoure – 2:30 (testo: Nini Rosso, – musica: Franco Pisano)
5. Tango balordo – 2:27 (testo: Nini Rosso – musica: Luciano Zuccheri)
6. Concerto disperato – 3:00 (testo: Silvana Simoni – musica: Nini Rosso, Angelo Francesco Lavagnino)

Durata totale: 17:02